# 베오그라드 증권거래소

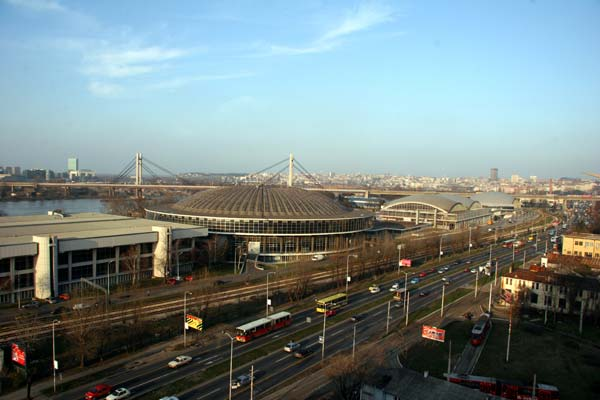

베오그라드 증권거래소(BELEX, 세르비아어: Београдска берза, Beogradska berza)는 세르비아 베오그라드에 소재한 증권거래소이다. 1894년에 설립되었다.

## 같이 보기
- 세르비아의 경제
- 세르비아 국립은행
- 세르비아 디나르